# Полет 6560 на „Фърст Еър“
Полет 6560 на „Фърст Еър“ е вътрешен чартърен полет от летище „Йелоунайф“, Йелоунайф, Северозападни територии, до летище „Резолют Бей“ в Резолют, Нунавут, Канада. На 20 август 2011 г. самолетът, който изпълнява маршрута, „Боинг 737-210C“ на „Фърст Еър“, се разбива при кацане в хълм, скрит от облаци, близо до летище „Резолют Бей“. При удара загиват двамата пилоти, две стюардеси и осем пътници, докато трима пътници оцеляват с тежки наранявания. Спасителните операции са извършени от канадските сили, временно разположени в Резолют, като част от военно учение през 2011 г., което случайно е фокусирано върху голямо въздушно бедствие като основен сценарий за обучение.
Последвалото разследване установява, че късното започване на снижаване, непреднамереното частично изключване на автопилота по време на финалния заход, отклонение в системата на компаса на самолета и лошата комуникация между полетния екипаж довеждат до значително отклонение на самолета от траекторията на финалния заход.
Катастрофата на полет 6560 на „Фърст Еър“ е драматизирана в „Смърт в Арктика“, епизод от сезон 14 (2015 г.) на канадския телевизионен документален сериал „Разследване на самолетни катастрофи“.